# Shinji Otsuka
Shinji Otsuka (Chiba, 29 december 1975) is een voormalig Japans voetballer.

## Carrière
Shinji Otsuka speelde tussen 1994 en 2008 voor JEF United Ichihara, Kawasaki Frontale, Omiya Ardija, Montedio Yamagata en Consadole Sapporo.